# 平山孝
平山 孝（ひらやま たかし、1897年2月6日 - 1979年7月8日）は、日本の鉄道官僚。東京急行電鉄社長。

## 経歴
東京府出身。1920年高等文官試験に合格。翌年東京帝国大学法学部独法科を卒業する。卒業後は鉄道省に入り、欧米に出張、帰国後は仙台鉄道局経理、庶務の各課長、鉄道書記官、監督局業務課長、鉄道大臣書記官、文書課長、名古屋鉄道局長、東京鉄道局長、鉄道局経理局長を経て、1945年東京急行電鉄社長に就任する。同年、運輸次官となる。運輸次官は1947年まで務め、その後は「東京急行社長」のため公職追放となった。
追放解除後は交通道徳協会会長に就任した。戦後は観光事業に注力して、1951年（昭和26年）6月に株式会社国際観光会館を設立、1954年（昭和29年）に東京駅八重洲口に「国際観光会館」を建設した。1953年（昭和28年）夏には、日本観光事業特別視察団の団長として76日にわたり欧米12カ国を見学。1957年（昭和31年）時点で、国際観光協会副会長、全日本観光連盟副会長。1979年死去。死去した時点で、日本交通協会会長。墓所は谷中霊園。

## 親族
- 妻：平山登美子 - 陸軍大将大迫尚道の長女[1]。
- 長女：平山千代子 - 1925年-1944年
- 次女：平山節子
- 三女：平山洋子

## 著書
- 『鉄道財政の話』（鉄道生活社、1926）
- 『鉄道会計』（鉄道書院、1930）
- 『鉄道財話』（鉄道書院、1933）
- 『鉄路 西と東』（春秋社、1937）
- 『ゴルフ筆談』（四季社、1953）
- 『みの - 美しいものになら』（平山千代子[6]著、四季社、1954）
- 『あぜ道』（未確認）
- 『さんご抄 - 観光団長の記』（四季社、1957）
- 『観光うらおもて』（真珠書院、1964）
- 『遊ぶ』（経済往来社、1975）

## 翻訳書
- 『ベスト・ゴルフ』（トミー・アーマー（英語版）著、実業之日本社、1958（新版1964））